# Moscato di Terracina
Mit der Bezeichnung Terracina DOC oder Moscato di Terracina DOC werden italienische Weißweine (trocken oder lieblich) sowie Passito- und Schaumweine in der Provinz Latina (Region Latium) ausgebaut. Die Weine besitzen seit 2007 eine „kontrollierte Herkunftsbezeichnung“ (Denominazione di origine controllata – DOC), die zuletzt am 7. März 2014 aktualisiert wurde.

## Anbau
Produziert werden die Weine in der Provinz Latina in folgenden Gemeinden: Monte San Biagio, Terracina und Sonnino.

## Erzeugung
Folgende Rebsorten-Zusammensetzung ist vorgeschrieben:
- Terracina oder Moscato di Terracina: muss mindestens 85 % der Rebsorte Moscato di Terracina enthalten. Höchstens 15 % andere weiße Rebsorten, die für den Anbau in der Region Latium zugelassen sind, dürfen (einzeln oder gemeinsam) zugesetzt werden.
- Der Spumante muss sortenrein aus Moscato di Terracina hergestellt werden.

## Beschreibung
Laut Denomination (Auszug):

### Terracina oder Moscato di Terracina secco
- Farbe: strohgelb bis leicht goldgelb
- Geruch: zart, charakteristisch
- Geschmack: trocken, typisches Aroma der Rebsorte
- Alkoholgehalt: mindestens 11,5 Vol.-%
- Säuregehalt: mind. 5,0 g/l
- Trockenextrakt: mind. 20,0 g/l

### Terracina oder Moscato di Terracina Spumante
- Perlage: fein und anhaltend
- Farbe: strohgelb; brillante Klarheit
- Geruch: zart, charakteristisch
- Geschmack:  aromatisch, harmonisch und frisch
- Alkoholgehalt: mindestens 11,0 Vol.-%
- Säuregehalt: mind. 5,5 g/l
- Trockenextrakt: mind. 20,0 g/l